# Saison 8 de Chicago Med
 (février 2025).
Si vous disposez d'ouvrages ou d'articles de référence ou si vous connaissez des sites web de qualité traitant du thème abordé ici, merci de compléter l'article en donnant les références utiles à sa vérifiabilité et en les liant à la section « Notes et références ».
Chronologie
Saison 7 Saison 9
Cet article présente le guide des épisodes de la huitième saison de la série télévisée américaine Chicago Med.

## Généralités
- Aux États-Unis, elle a été diffusée à partir du 21 septembre 2022[1] sur le réseau NBC.
- En Belgique, elle a été diffusée du 18 août[2] au 27 octobre 2023 sur RTL-TVI.
- En France, elle a été diffusée du 23 août[3] au 1er novembre 2023 sur TF1.

## Épisodes

### Épisode 1:Entre deux feux
- États-Unis : 21 septembre 2022 sur NBC
- Belgique : 18 août 2023 sur RTL-TVI
- France : 23 août 2023 sur TF1

- États-Unis : 6,59 millions de téléspectateurs (première diffusion)

### Épisode 2:Déployer ses ailes
- États-Unis : 28 septembre 2022 sur NBC
- Belgique : 18 août 2023 sur RTL-TVI
- France : 23 août 2023 sur TF1

- États-Unis : 6,49 millions de téléspectateurs (première diffusion)

### Épisode 3:Nouveaux protocoles
- États-Unis : 5 octobre 2022 sur NBC
- Belgique : 25 août 2023 sur RTL-TVI
- France : 30 août 2023 sur TF1

- États-Unis : 6,75 millions de téléspectateurs (première diffusion)

### Épisode 4:Rupture de stock
- États-Unis : 12 octobre 2022 sur NBC
- Belgique : 25 août 2023 sur RTL-TVI
- France : 30 août 2023 sur TF1

- États-Unis : 6,58 millions de téléspectateurs (première diffusion)

### Épisode 5:Système D
- États-Unis : 19 octobre 2022 sur NBC
- Belgique : 1er septembre 2023 sur RTL-TVI
- France : 6 septembre 2023 sur TF1

- États-Unis : 6,88 millions de téléspectateurs (première diffusion)

### Épisode 6:Le Beau docteur
- États-Unis : 2 novembre 2022 sur NBC
- Belgique : 1er septembre 2023 sur RTL-TVI
- France : 7 septembre 2023 sur TF1

- États-Unis : 6,58 millions de téléspectateurs (première diffusion)

### Épisode 7:Coup de blouse
- États-Unis : 9 novembre 2022 sur NBC
- Belgique : 8 septembre 2023 sur RTL-TVI
- France : 13 septembre 2023 sur TF1

- États-Unis : 5,98 millions de téléspectateurs (première diffusion)

### Épisode 8:Donnant-donnant
- États-Unis : 16 novembre 2022 sur NBC
- Belgique : 8 septembre 2023 sur RTL-TVI
- France : 14 septembre 2023 sur TF1

- États-Unis : 6,73 millions de téléspectateurs (première diffusion)

### Épisode 9:Le Bloc 2.0
- États-Unis : 7 décembre 2022 sur NBC
- Belgique : 15 septembre 2023 sur RTL-TVI
- France : 20 septembre 2023 sur TF1

- États-Unis : 6,64 millions de téléspectateurs (première diffusion)

### Épisode 10:Une lueur d'espoir
- États-Unis : 4 janvier 2023 sur NBC
- Belgique : 15 septembre 2023 sur RTL-TVI
- France : 21 septembre 2023 sur TF1

- États-Unis : 6,76 millions de téléspectateurs (première diffusion)

### Épisode 11:Un pas de côté
- États-Unis : 11 janvier 2023 sur NBC
- Belgique : 22 septembre 2023 sur RTL-TVI
- France : 27 septembre 2023 sur TF1

- États-Unis : 6,80 millions de téléspectateurs (première diffusion)

### Épisode 12:Diagnostic en réseau
- États-Unis : 18 janvier 2023 sur NBC
- Belgique : 22 septembre 2022 sur RTL-TVI
- France : 28 septembre 2023 sur TF1

- États-Unis : 6,95 millions de téléspectateurs (première diffusion)

### Épisode 13:Vent de panique
- États-Unis : 15 février 2023 sur NBC
- Belgique : 29 septembre 2023 sur RTL-TVI
- France : 4 octobre 2023 sur TF1

- États-Unis : 6,74 millions de téléspectateurs (première diffusion)

### Épisode 14:La Dernière chance
- États-Unis : 22 février 2023 sur NBC
- Belgique : 29 septembre 2023 sur RTL-TVI
- France : 5 octobre 2023 sur TF1

- États-Unis : 6,52 millions de téléspectateurs (première diffusion)

### Épisode 15:Le Piquet de grève
- États-Unis : 1er mars 2023 sur NBC
- Belgique : 6 octobre 2023 sur RTL-TVI
- France : 11 octobre 2023 sur TF1

- États-Unis : 6,57 millions de téléspectateurs (première diffusion)

### Épisode 16:Un père aimant
- États-Unis : 22 mars 2023 sur NBC
- Belgique : 6 octobre 2023 sur RTL-TVI
- France : 12 octobre 2023 sur TF1

- États-Unis : 6,60 millions de téléspectateurs (première diffusion)

### Épisode 17:Tournage en cours
- États-Unis : 29 mars 2023 sur NBC
- Belgique : 13 octobre 2023 sur RTL-TVI
- France : 18 octobre 2023 sur TF1

- États-Unis : 6,57 millions de téléspectateurs (première diffusion)

### Épisode 18:La Meilleure maman du monde
- États-Unis : 5 avril 2023 sur NBC
- Belgique : 13 octobre 2023 sur RTL-TVI
- France : 19 octobre 2023 sur TF1

- États-Unis : 6,40 millions de téléspectateurs (première diffusion)

### Épisode 19:Une voix décisive
- États-Unis : 3 mai 2023 sur NBC
- Belgique : 20 octobre 2023 sur RTL-TVI
- France : 25 octobre 2023 sur TF1

- États-Unis : 5,85 millions de téléspectateurs (première diffusion)

### Épisode 20:Une troisième chance
- États-Unis : 10 mai 2023 sur NBC
- Belgique : 20 octobre 2023 sur RTL-TVI
- France : 25 octobre 2023 sur TF1

- États-Unis : 5,45 millions de téléspectateurs (première diffusion)

### Épisode 21:Changement de plan
- États-Unis : 17 mai 2023 sur NBC
- Belgique : 27 octobre 2023 sur RTL-TVI
- France : 1er novembre 2023 sur TF1

- États-Unis : 5,61 millions de téléspectateurs (première diffusion)

### Épisode 22:Une porte se ferme, une autre s'ouvre
- États-Unis : 24 mai 2023 sur NBC
- Belgique : 27 octobre 2023 sur RTL-TVI
- France : 1er novembre 2023 sur TF1

- États-Unis : 5,55 millions de téléspectateurs (première diffusion)